# Pniëlkerk (Utrecht)
De Pniëlkerk is een monumentaal kerkgebouw in de Nederlandse stad Utrecht.
De kerk vernoemd naar de Bijbelse plaats Pniël, oorspronkelijk gebouwd voor gereformeerden, staat in de buurt Oog in Al. Ze is gebouwd in 1954-1955 naar ontwerp van P.H. Dingemans en Sj. Wouda. Het gebouw heeft een zeshoekige plattegrond. Langs de buitengevels bevindt zich een gang. De kerkzaal in het midden van het gebouw is voorzien van onder meer zitbanken, een orgel en speciaal ontworpen lichtarmaturen. De kerk is gewaardeerd als gemeentelijk monument. 
In 2013 werd de kerk gekocht en in gebruik genomen door de Chinese Christelijke Gemeente in Nederland.Daarvoor zat er een kleine, betrokken PKN-gemeente in het gebouw. Nu ontmoet deze gemeente elkaar in de Wijkplaats, een wijk verderop. 